# Sydarabien

Forntida Sydarabien omkring 100 f.Kr.

Sydarabien omfattar Jemen med angränsande delar av Saudiarabien och Oman på Arabiska halvön och begränsas av Röda havet i väster samt Adenviken och Arabiska havet i söder.
Området kallades Arabia Felix under antiken av grekerna och romarna. Mycket litet är känt av områdets historia för tiden fram till den islamiska erövringen på 600-talet. Det finns relativt säkra absoluta dateringar för de viktigaste härskarna från och med andra århundradet e.Kr. fram till islamisk tid som visar historien i stora drag.

## Forntida Sydarabien
För att bevattna odlingsfälten började man under andra årtusendet f.Kr. att anlägga dammar i wadierna (flodfårorna). Den mest kända och den största i Sydarabien är Maribdammen.
De välutvecklade bevattningsssystemen var förutsättningen för bildande av större politiska enheter. Fyra sådana uppstod: wadi al-Gawf med huvudstaden Ma'in , wadi Adhana med huvudstaden Marib, wadi Bayhan med huvudstaden Timna och wadi Hadramawt, med huvudstaden Shabwa.
Mellan 700 och 400 f. Kr. enades större delen av Sydarabien under Maribhärskaren Karib-il Watar av sabéernas dynasti. I den grekiske naturforskaren Theofrastos botanikbok från omkring 300 f. Kr. talas där om fyra riken, nämligen Saba (det vill säga riket i Marib), Qataban med Timna som huvudstad, Hadramawt samt Mamali som inte är säkert identifierat. Något senare nämner den grekiske vetenskapsmannen och geografen Eratosthenes de tre förstnämnda samt minéerna, det vill säga Ma'in. Utöver dessa fanns kungariket Awsan söder om wadi Bayhan.
Bakgrunden till uppkomsten av detta först kända imperiet i Sydarabien var troligen upprättandet av rökelsevägen mellan Sydarabien och Syrien, vilket antagligen skedde under 600-talet f. Kr.
En känd händelse är det romerska försöket att erövra Jemen år 24 f. Kr. Den romerske kejsaren Augustus berättar att en romersk armé landsteg i nuvarande norra Jemen under befäl av Aelius Gallus och trängde in i landet fram till Marib. Fälttåget blev dock en katastrof eftersom större delen av armén dog av törst i öknarna men lyckades dock ta sig tillbaka till romerskt territorium.

## Antiken fram till islam
Från och med andra århundradet e.Kr. visar inskrifter i Marib att Sydarabien tycks ha gått in i en period av våldsamma stridigheter mellan lokala dynastier. Den politiska tyngdpunkten flyttades från de gamla huvudstäderna vid ökengränsen till sammanslutningar av stammar inne på det jemenitiska höglandet. Bland dessa fanns kungarna av Himyar, med centrum i Zafar mellan Sanaa och Taiz.

### Himyar
Regionen styrdes från 275 av himyariterna som hade utvidgat sitt rike till att omfatta även Maribriket och Hadramawt under kung Shammar Yuhar'ish. Det himyaritiska imperiet varade nästan 250 år och kontrollerade under 400-talet stora delar av Arabiska halvön. Deras inflytande nådde Roms gränser i Syrien omkring år 500 och kom att spela en avgörande roll i senantikens Mellanösternpolitik.
Den sydarabiska traditionen förknippar grundandet av Shammars dynasti med drottningen av Saba som enligt den lokala kronologin lär ha regerat på 200-talet.
Känt är att Maribdammen på grund av den kontinuerliga sedimenteringen ständigt måste göras allt högre tills den slutligen brast och föll samman på 500-talet. Denna händelse skildras i islams heliga bok Koranen där dess sammanbrott ses som en Guds straffdom. Ruinerna finns fortfarande kvar.

### Aksum och Persien
Samröret med rikena i norr vid Medelhavet blev också antagligen orsaken till Himyarrikets fall. En massaker på kristna i Najran omkring 520 blev förevändningen för Roms kristna bundsförvant i Aksum i Etiopien att ingripa. Den etiopiske kungen i Aksum lyckades ta herraväldet över Sydarabien 525, och Himyars politiska självständighet avslutades.
Närvaron av inflyttade etiopier från Aksum hade stort inflytande på det himyariska rikets utveckling tills Sydarabien omkring 570 intogs av de persiska sassaniderna. Den gamla kulturen försvann förvånande snabbt och arabiskt språk och islams religion kom snart att ta över.
Området ockuperades av Sassanidernas Persien 575-628.

## Medeltiden och nymodern tid

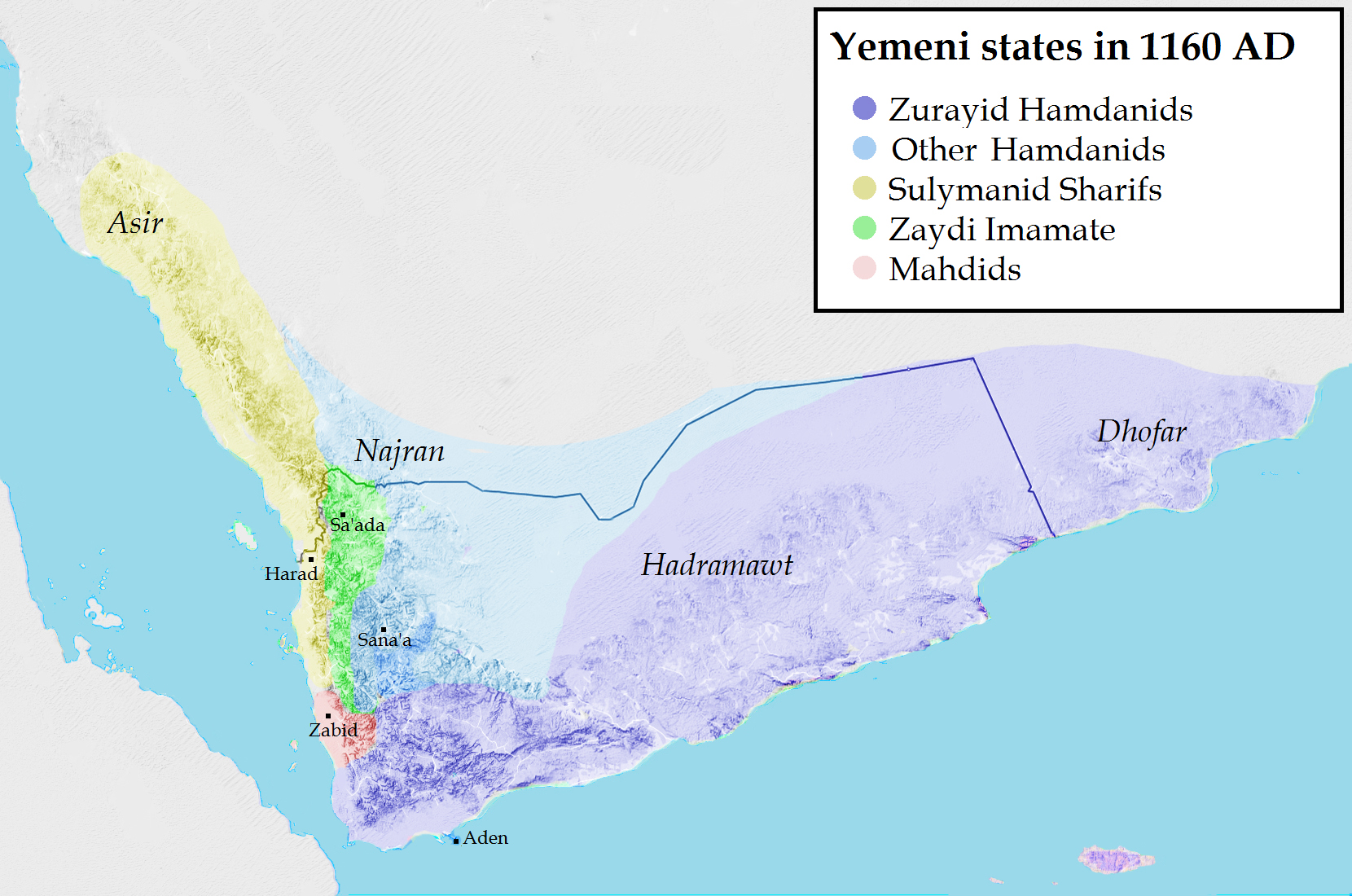
Ett Jemen splittrat under olika islamiska dynastier under 1100-talet.

Under den islamiska expansionen efter profeten Muhammeds död 632 erövrades Sydarabien av muslimerna och flera dynastier regerade därefter området. Området behärskades av kalifatet under Umayyaderna 661-750 och abbasiderna 750–897, innan det frigjorde sig under Ziyariderna 819–1022, som var dess första inhemska dynasti sedan införandet av islam. Landet var sedan länge splittrat av flera islamiska dynastier, som Najahiderna 1022-1158, Sulayhiderna 1047–1138, Zurayiderna 1083-1193 och Mahdiderna 1159–1174.
En stor del av Sydarabien lades under 1200-talet under Ayyubidernas Egypten 1174–1228, vilket delvis enade området. Denna avlöstes av en inhemsk dynasti, Rasuliderna 1229–1454, och sedan av Tahiriderna 1454–1526.
Stora delar av norra Jemen behärskades 897-1962 av en shiamuslimsk utbrytargruppering, zayditerna, vars ledare - kallade imamer och ibland för kungar - kämpade med Osmanska riket om makten från och med 1500-talet.
En stor del av Jemen låg Osmanska rikets formella överhöghet 1517-1635, men det avlöstes snart av självständighet under den zaidiska Qasimidstaten 1597–1849.

## Modern tid
Efter att Qasimidstaten upplöstes behärskades en stor del av Jemen återigen av Osmanska riket 1849–1918.
Storbritannien koloniserade Aden i sydvästra Jemen på 1800-talet under namnet Adenbosättningen (1839–1937), senare Adenkolonin (1937–1963) som förenade Aden och de östliga öknarna i det som senare skulle bli Sydjemen.
Landet delades mellan Osmanska riket och Storbritannien 1918, och kungariket Jemen bildades efter första världskriget där zayditiska islam var förhärskande. Denna del blev senare den självständiga staten Arabrepubliken Jemen (Nordjemen) som bildades 1962.
Landet var delat i Nord- och Sydjemen till 1990, då Sovjetunionens sönderfall bidrog till att staterna enades, eftersom Sydjemen som varit kommunistiskt stod inför kollaps. 1994 utkämpades ett inbördeskrig där det sydjemenitiska inflytandet beskars.

## Forskningsresor
Forskningsresor har under senare tid gjorts till södra Arabiska halvön. Sedan de första resorna under 1700- och  1800-talet har kännedomen om det förislamiska Sydarabiens kultur och språk vuxit. Det finns i dag cirka 10 000 insamlade inskrifter av vilka ett par tusen omfattar flera rader, ofta innehållande redogörelser för fälttåg och byggnadsverksamhet.
Genom den danska expeditionen till Jemen 1761–1767 blev för första gången känt i Europa att det i Sydarabien under antiken hade funnits en kultur med egen skrift. Ledaren för företaget var Carsten Niebuhr och i expeditionen deltog även svensken Peter Forsskål.
Den tyske upptäcktsresanden Ulrich Jasper Seetzen skickade 1810 fem inskrifter med fornsydarabiska texter från Jemen till Europa.
Den brittiske officeren J. R. Wellsted gjorde resor i mitten av 1800-talet kring Bir Ali mellan Aden och Mukalla. Bland annat kopierade han en text från 525 e.Kr. som är en av de få daterade och som dechiffrerades av två av Europas ledande semitister, Emil Rödiger och Wilhelm Gesenius omkring 1840.
Den franske orientalisten Joseph Halévy och österrikiske resanden Eduard Glaser som från 1870 företog flera mycket äventyrliga resor i Jemen samlade in mer än 1 000 inskrifter sammanlagt, ett material som fortfarande inte är helt färdigbearbetat.
Den svenske orientalisten Carlo Landberg besökte Sydarabien under slutet av 1800-talet vilket resulterade i flera betydande publikationer om den arabiska som talades i området. Han förde hem en samling av 79 stenar med inskriptioner vilken nu finns i Historiska museet i Stockholm.